# 利津南站
利津南站，位于中华人民共和国山东省东营市利津县北宋镇洼张村，是德大铁路和东营港疏港铁路上的火车站，建于2010年，2015年9月28日开通启用，由中国铁路济南局集团管辖。

## 歷史
- 建于2010年。
- 2015年9月28日开通启用。

## 外部連結
- 中国铁路客户服务中心（页面存档备份，存于）